# Алі Ікбал ад-Даула
Алі Ікбал ад-Даула (араб. علي إقبال الدولة; бл. 1010 — бл. 1080) — 2-й емір Денійської тайфи в 1044—1076 роках.

## Життєпис
Походив з сакалібського роду Амірідів. Син Муджахіда аль-Амірі, еміра денійської тайфи. Народився близько 1010 року. 1014  брав участь у поході на Сардинію. Тут після поразки потрапив у полон. Алі було відправлено до двору Генріха II, імператора Священної Римської імперії, де Алі було надано християнську освіту. Зміг повернутися до Денії лише 1024 року після сплати викупу.
У 1044  після смерті батька успадкував трон, придушивши заколот брата Гасана, якого підтримав Аббад II, емір Севільї. Спрямував зусилля на розвиток господарства та перетворення своєї столиці на культурний та науковий центр Піренеїв. Багато зробив для розвитку торгівлі й ремісництва. Того ж року здійснив грабіжницький напад на Сардинію.
У 1050 році валі (намісник) Балеарських островів Абдаллах ібн аль-Муртада ібн Аглаб став напівнезалежним. У 1052  відомо про новий похід проти Сардинії, який був, напевне, невдалим, оскільки після цього Алі припинив спроби підкорити цей острів.
Намагався зберігати мирні стосунки з сусідами, для чого видав доньок за емірів аль-Мутаміда Севільського, аль-Мутазіма Альмерійського, Ахмада Сарагоського, сестру — за Абд аль-Маліка Валенсійського. Для протистояння амбіціям Сарагоської тайфи уклав союз з графством Барселонським. У 1058 році емір Денії підписав з Гуїслабертом I, єпископом Барселони, угоду якою визнав релігійні права мосарабів юрисдикцію єпископства Барселони над церквами тайфи.
У 1060-х роках Алі Ікбал ад-Даула відправляв декілька флотів з зерном до фатімідського халіфа Мустансиру для допомоги єгиптянам.
У 1076 році проти Денії виступило військо сарагоського еміра Ахмада I. Емір Алі Ікбал ад-Даула після відчайдушного спротиву мусив здатися, перед тим відправивши родину на Балеарські острови. Помер близько 1080 року в Сарагосі.